# トリノ空港
トリノ空港（伊: Aeroporto di Torino）は、イタリア共和国トリノ市中心部から北へ16kmの距離のカゼッレにある空港。トリノ＝カゼッレ空港（伊: Aeroporto di Torino-Caselle）、サンドロ・ペルティーニ国際空港（伊: L'Aeroporto Internazionale Sandro Pertini、英: Sandro Pertini International Airport）という別称がある。

## 概要
市内から車で約20分の距離にある。2006年開催のトリノオリンピック対応として、ターミナルビル拡張工事及びサテライトチェックインカウンター設置などの拡張工事が行われた。
3,300mの滑走路があり、西ヨーロッパ各国主要都市と結んでいる。
特に冬の間はアルプス方面に向かうスキーリゾート客のチャーターフライトでにぎわう。
直行便がある都市は、フランクフルト、ミュンヘン、シュトゥットガルト、パリ、アムステルダム、マドリッド、バルセロナ、ブリュッセル、ロンドン、ローマ等。また2021年からライアンエアーがこの空港を拠点とする機材を設定しており、多数の国際線・イタリア国内線を運航している。
イタリアの防衛産業企業レオナルド S.p.Aの工場が隣接しており、航空機の最終組み立てを行っている。

## 就航航空会社
- アリタリア-イタリア航空
- エア・ドロミティ
- エールフランス
- ブリティッシュ・エアウェイズ
- イベリア航空
- KLMオランダ航空
- ブリュッセル航空
- カーペットエアー

LCC（格安航空会社）
- イージージェット
- Blu-express
- ライアンエアー